# Хайст (Гольштейн)
Хайст (нем. Heist) — община в Германии, в земле Шлезвиг-Гольштейн.
Входит в состав района Пиннеберг. Подчиняется управлению Морреге. Население составляет 2839 человек (на 31 декабря 2010 года). Занимает площадь 9,96 км².